# Bastuträsket (Bjurholms socken, Västerbotten)
Bastuträsket är en sjö  i den del av Bjurholms kommun som ligger i Västerbotten. Den ingår i Hörnåns huvudavrinningsområde. Sjön har en area på 0,468 kvadratkilometer och ligger 176 meter över havet. Sjön avvattnas av vattendraget Bastuträskbäcken som i sin tur övergår i Myrkanalen som mynnar i Hörnån.

## Delavrinningsområde
Bastuträsket ingår i det delavrinningsområde (710462-167353) som SMHI kallar för Mynnar i Hörnån. Medelhöjden är 191 meter över havet och ytan är 15,69 kvadratkilometer. Räknas de 3 avrinningsområdena uppströms in blir den ackumulerade arean 28,57 kvadratkilometer. Myrkanalen som avvattnar avrinningsområdet har biflödesordning 2, vilket innebär att vattnet flödar genom totalt 2 vattendrag innan det når havet efter 61 kilometer. Avrinningsområdet består mestadels av skog (66 procent). Avrinningsområdet har 0,46 kvadratkilometer vattenytor vilket ger det en sjöprocent på 2,9 procent.